# 코르벳

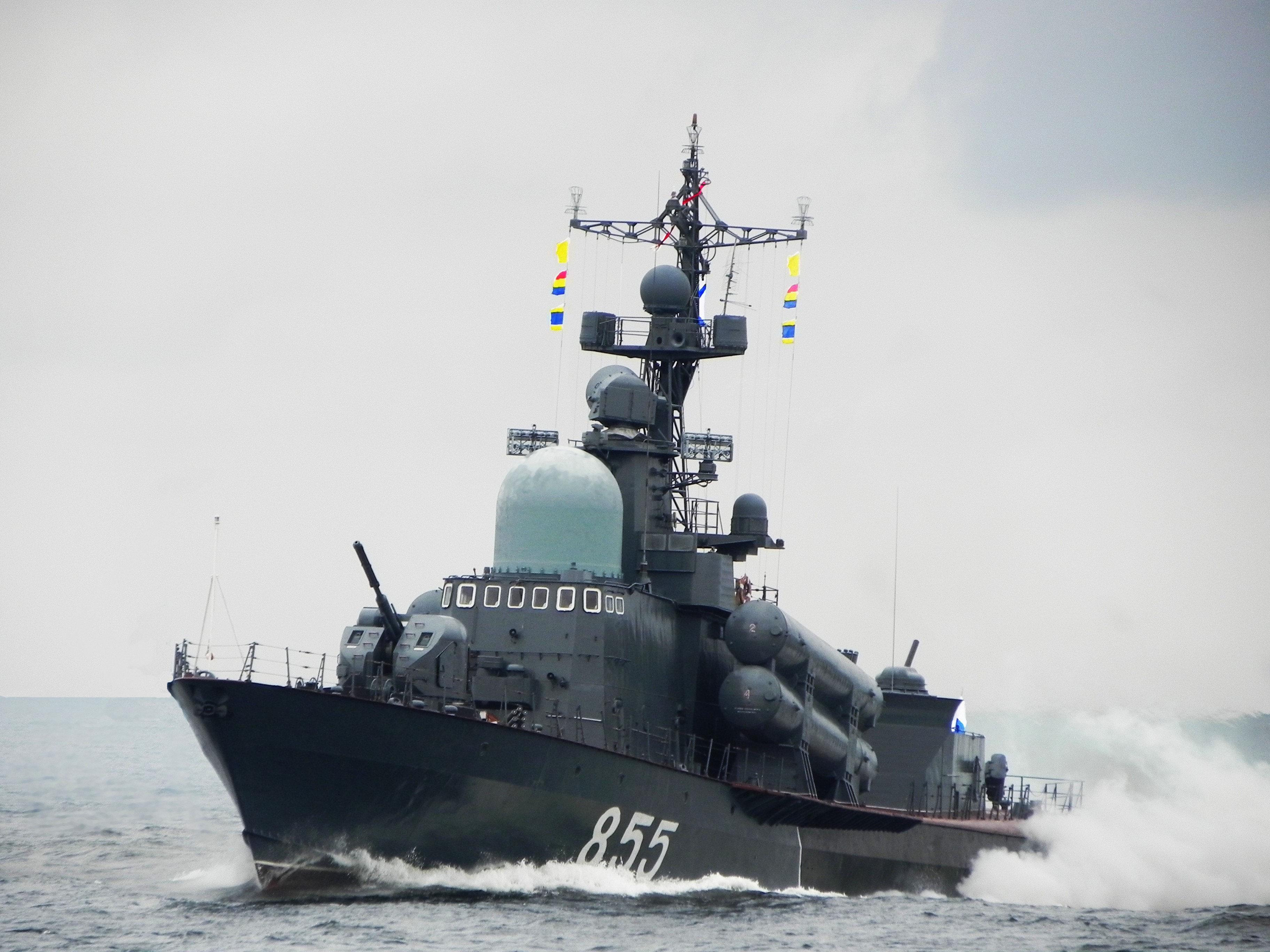
프로젝트 1241형 미사일정

코르벳(corvette)은 경무장을 한 선박의 일종으로, 보통 프리깃보다는 작고 고속정이나 경비정보다는 크다.
대항해시대의 코르벳은 프리깃보다는 작았고, 슬루프보다는 컸다. 보통은 1겹의 포열 갑판만을 가지고 있었다. 프리깃보다 사이즈가 작으므로, 주로 해안경비에 사용되었다.

## 대항해시대
대항해시대의 코르벳은 슬루프와 비슷한 소형의 전투 군함이었다. 주요 업무는 해안 경비였고, 전투에 참가하는 경우는 비교적 소규모거나 큰 함대를 지원하는 역할만 맡았다. 1650년에 처음 영국 해군에서 만든 코르벳은 "슬루프"라고 불렀으나, 1670년, 프랑스 해군에서 처음으로 "코르벳"이라는 명칭을 사용했다. 영국 해군은 슬루프과 코르벳의 크기의 기준이 명확하지 않았기 때문에, 나폴레옹 전쟁이 끝날 때까지 계속 슬루프라고 불렀다.
17 세기의 콜벳은 길이가 12 ~ 18 미터, 무게가 40 ~ 70 톤의 것이 보통이었고, 갑판에는 4 ~ 8 대포를 장착하였다. 시간을 거칠 때마다 "코르벳"의 크기는 커져갔고, 1800년에는 무려 길이 30 미터, 무게 400 ~ 600톤 가까이 불어났다. 그중 가장 큰 것은 1855년에 제작된 54 미터 24문의 대포를 갖춘 미국의 Constellation였다. 그러나 Constellation은 크기에서 이미 프리깃 또는 슬루프라고 보는 전문가도 있다.

## 제2차 세계 대전 이후
제2차 세계 대전 중, 주로 영국, 캐나다, 이탈리아에서 기뢰 제거와 대잠수함의 함정으로 개발된 소형함에 "코르벳"이라는 명칭이 주어졌다. 플라워급 코르벳은 제2차 세계 대전 중, 대서양에서 30척 이상의 U-보트를 격침하고 함의 유용성을 보여주었다.
코르벳은 현대에서 주로 작은 구경의 함포로 무장하여 초계 임무에 종사하고 있다. 배수량은 1000t 전후이다. 프리깃 정도의 다양한 기능은 없지만, 건조 비용이 얼마 들지 않기 때문에 많은 해군에서 사용되고 있다. 그리고 라틴 연합의 통신함(프랑스어 : Aviso) 및, 러시아의 소형 대잠 전함과 소형 미사일함도 대개 코르벳에 해당된다.